# Antoni Wroniecki (generał)
Antoni Wroniecki (ur. 1790 w Poznaniu, zm. 3 grudnia 1838 w Paryżu) – polski wojskowy, generał brygady wojsk polskich w powstaniu listopadowym.

## Życiorys
Syn Szymona Wronieckiego (1754-1833) i Teresy (córki sekretarza królewskiego Wojciech Piotrowicza).
W 1806 wstąpił do armii Księstwa Warszawskiego. Odbył kampanie 1807, 1809 i 1812. Pod Bobrujskiem dostał się do niewoli rosyjskiej. Awansował na kapitana. W armii Królestwa Kongresowego dowódca 5. Pułk Piechoty Liniowej Królestwa Kongresowego. Awansował do stopnia podpułkownika. Po wybuchu powstania listopadowego przejściowo dowodził 4. Pułkiem Strzelców Pieszych. Dowódca 1 brygady 1. Dywizji Piechoty od 28 lutego do 26 marca 1831, następnie szef sztabu 4. Dywizji Piechoty. Dnia 12 maja 1831 awansowany do stopnia generała brygady. Odznaczony Orderem Virtuti Militari.
W imieniu naczelnego wodza podpisał 4 października 1831 konwencję z wojskami pruskimi, określającą warunki pobytu wojska polskiego w Prusach. Od 1832 na emigracji we Francji.
Był członkiem loży wolnomularskiej Halle der Beständigkeit.
Pochowany na Cmentarzu Montmartre w Paryżu.